# 아라이 준페이 (1989년)
아라이 준페이(일본어: 新井 純平, 1989년 7월 22일~)는 일본의 전 축구 선수이다.

## 구단 경력
그는 2013년부터 2019년까지 J리그의 기라반츠 기타큐슈, AC 나가노 파르세이루에서 활동하였다.